# Kleiner Klappertopf
Der Kleine Klappertopf (Rhinanthus minor) ist eine Pflanzenart aus der Gattung Klappertöpfe (Rhinanthus) innerhalb der Familie der Sommerwurzgewächse (Orobanchaceae). Seinen deutschsprachigen Trivialnamen verdankt der Klappertopf seinen reifen Früchten, in denen die Samen klappern, wenn sie bewegt werden. Rhinanthus minor ist auf der Nordhalbkugel vor allem in Eurasien und Nordamerika weitverbreitet.

## Beschreibung

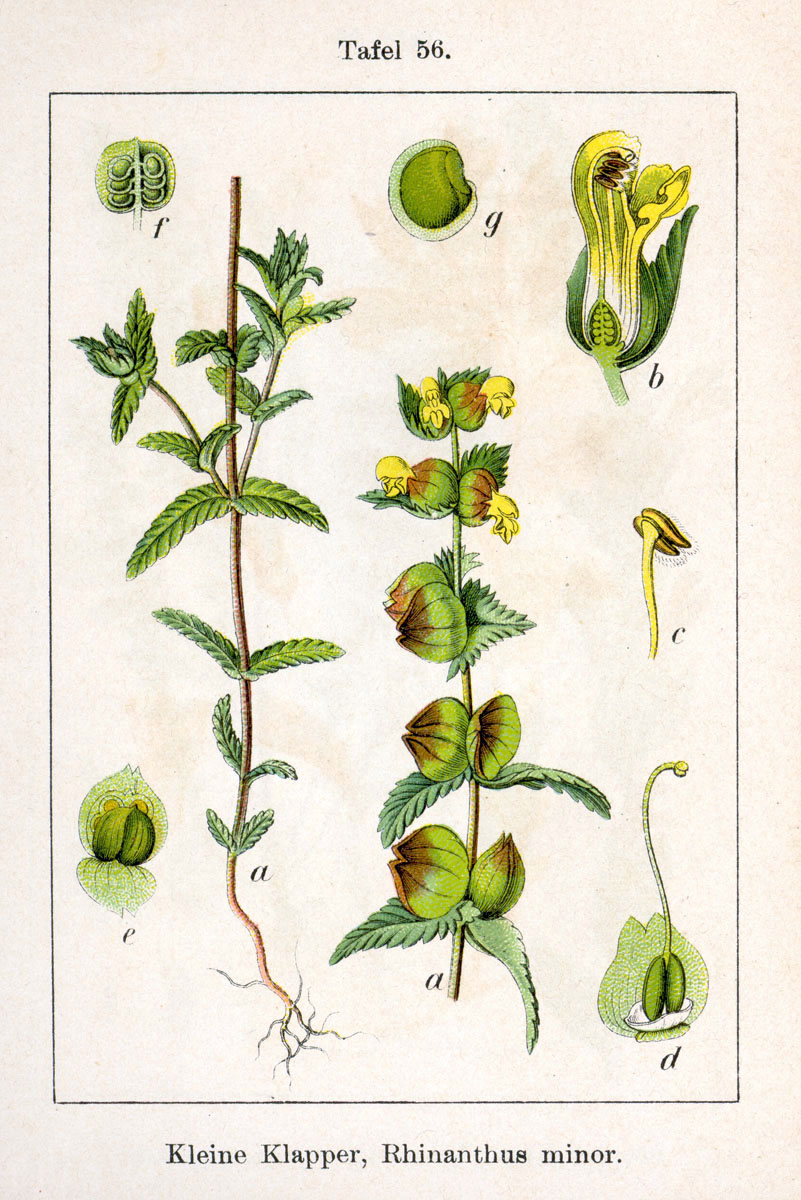
Illustration aus Sturm: Deutschlands Flora in Abbildungen, 1796

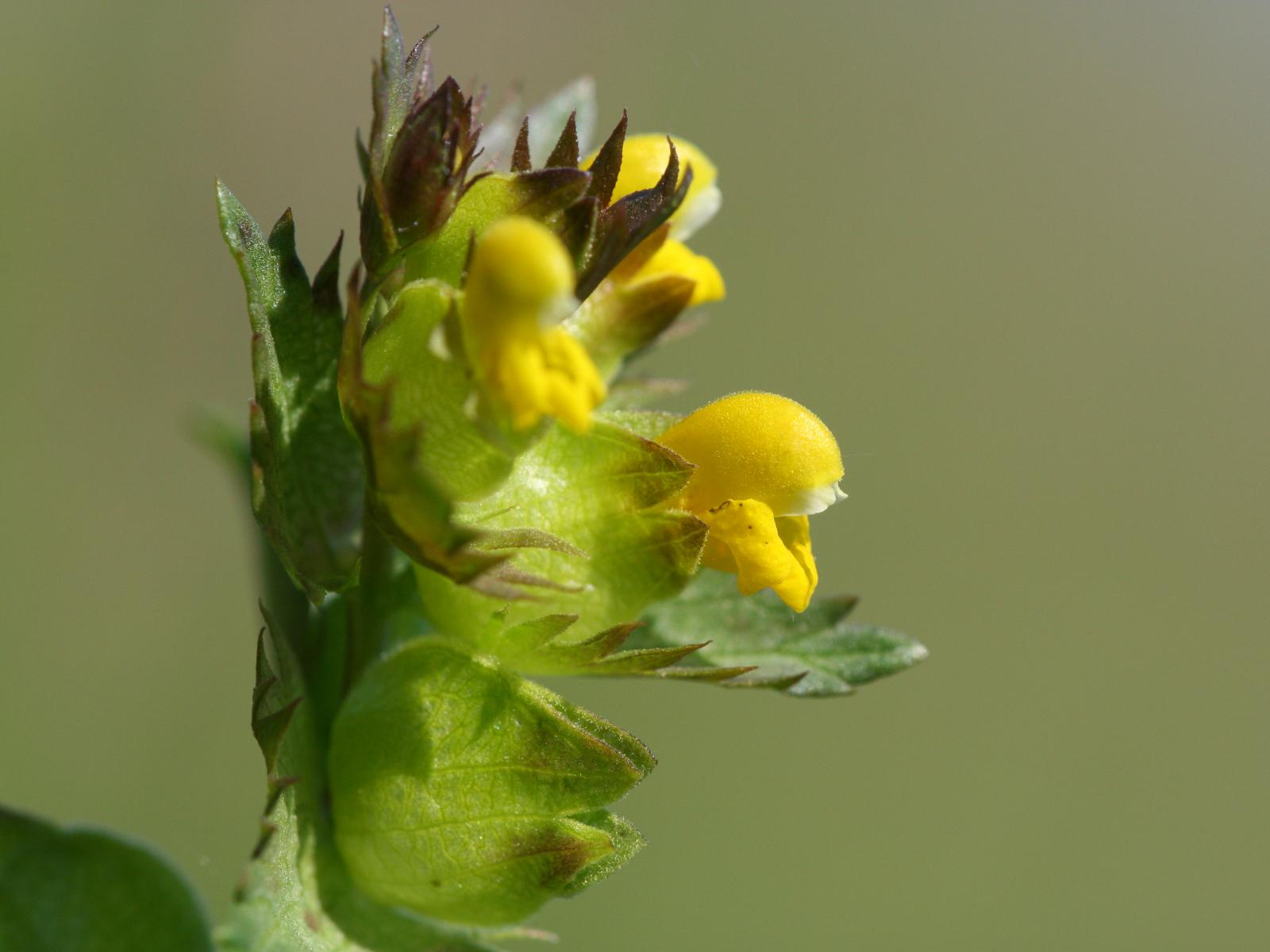
Detail des Blütenstandes

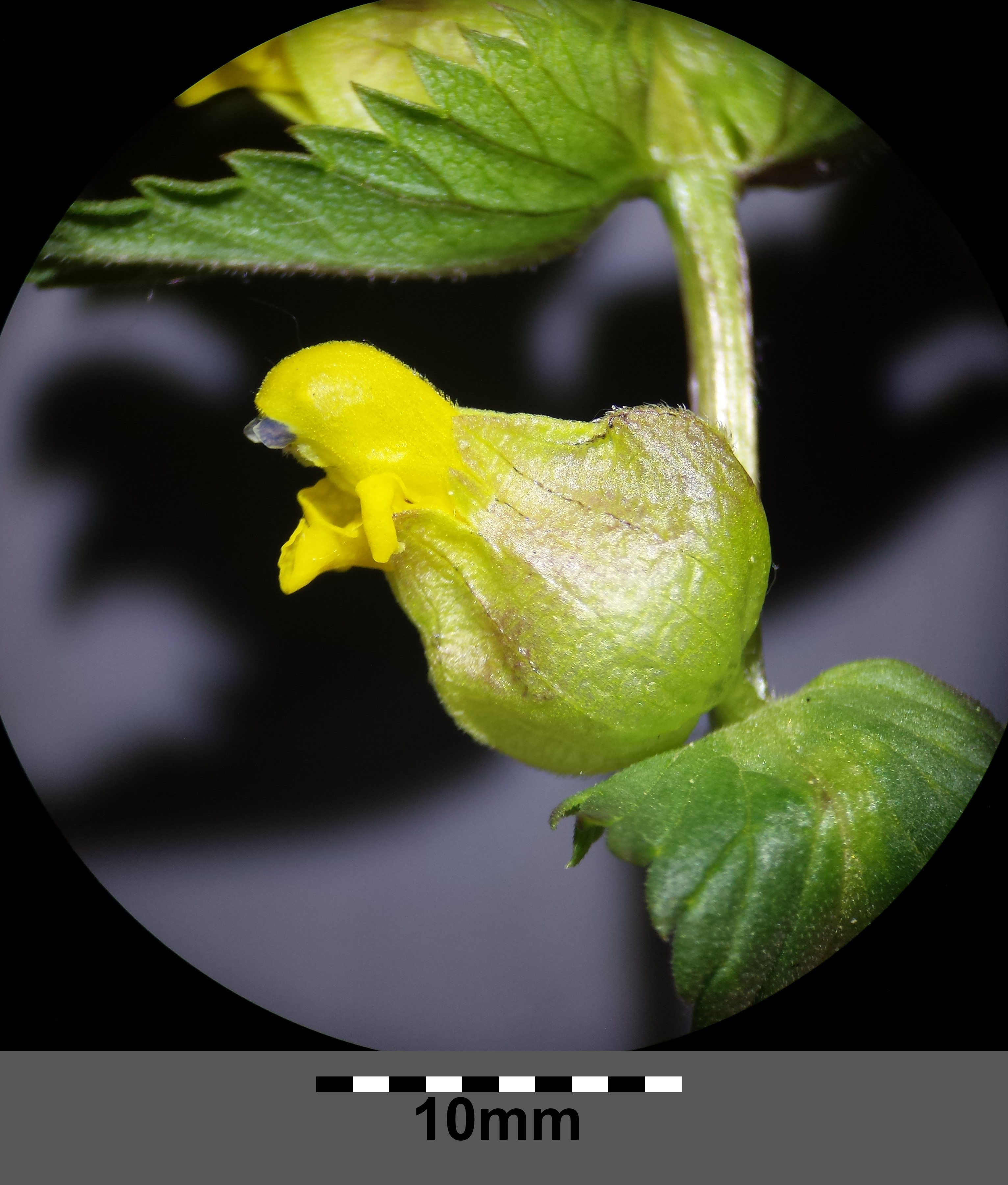
Blüte, die bläulichen Zähne an der Spitze der gelben Krone sind höchstens 0,7 mm lang und breiter als lang.

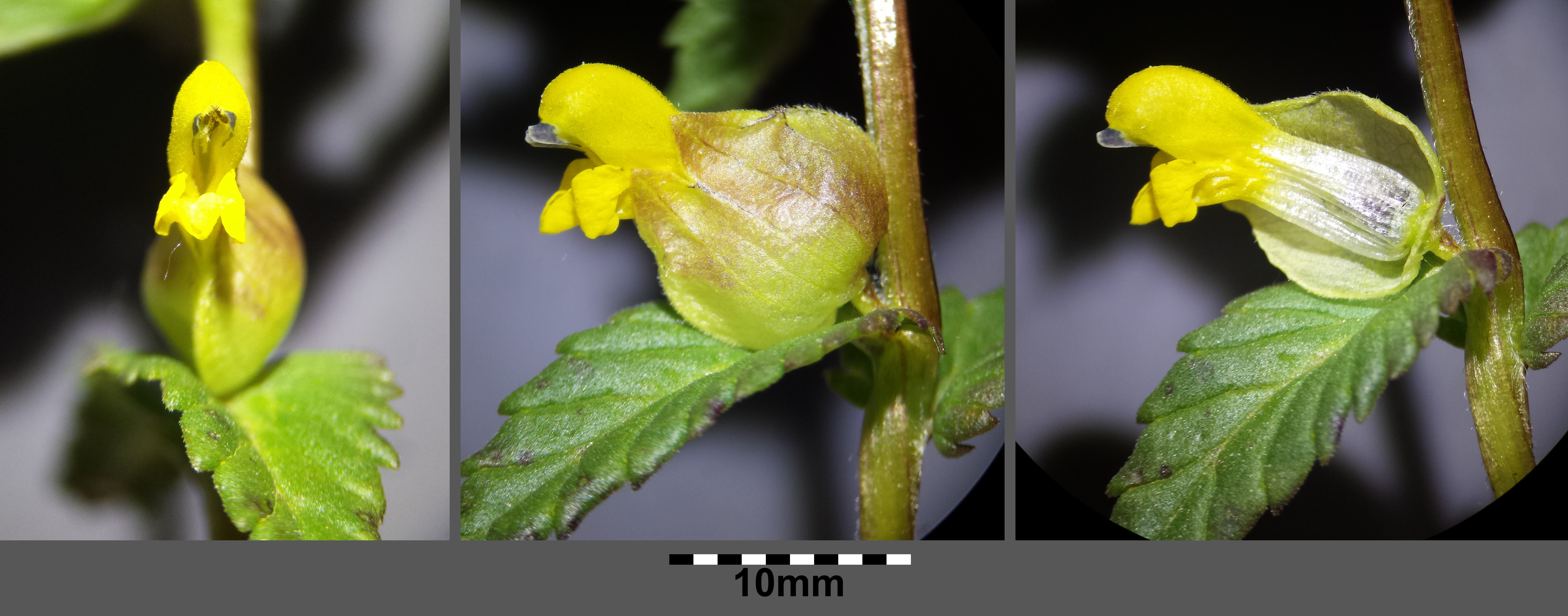
Blüte, am rechten Bild wurde der kahle Kelch teilweise entfernt. Die Kronenröhre ist gerade.

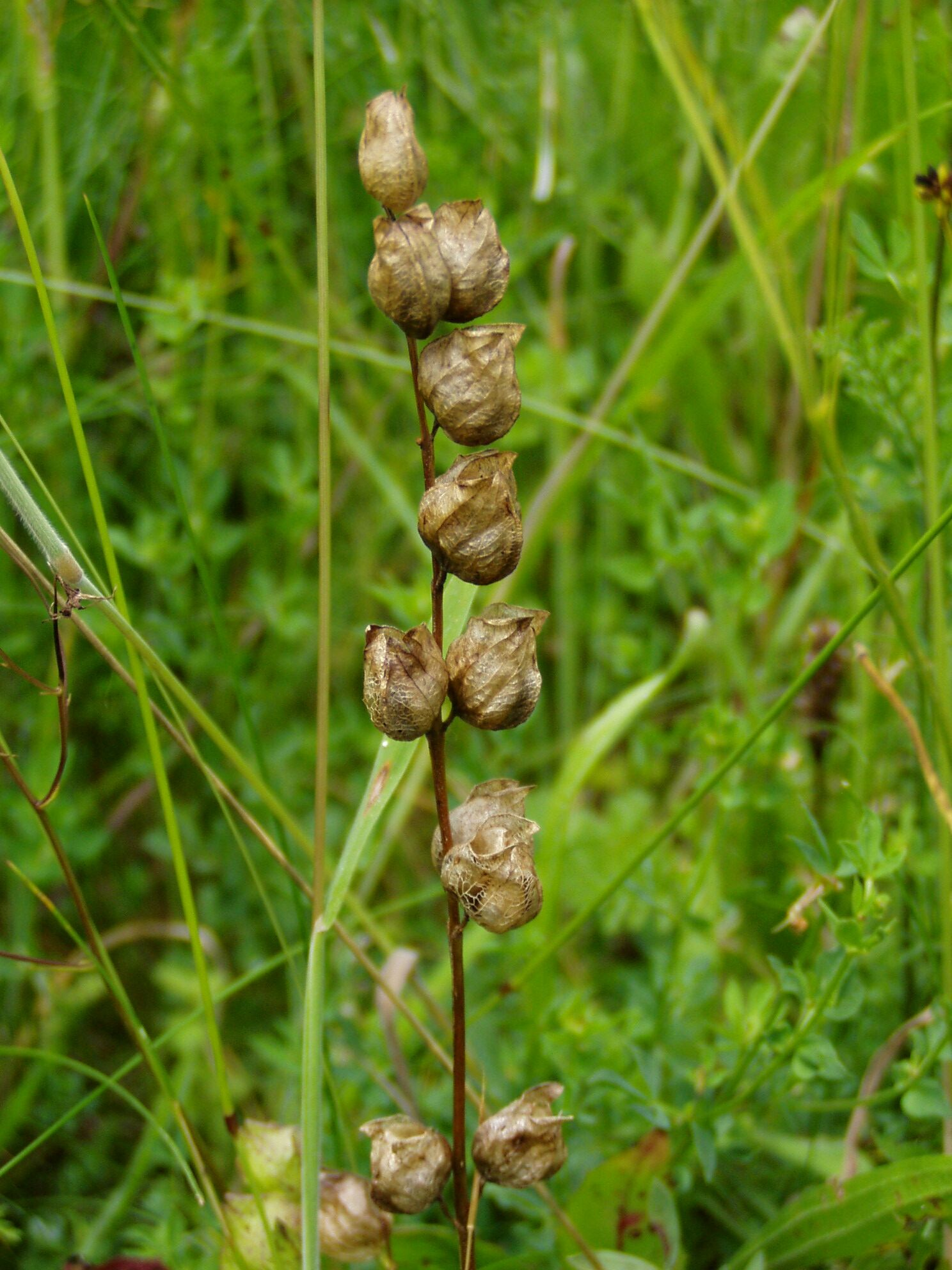
Fruchtstand

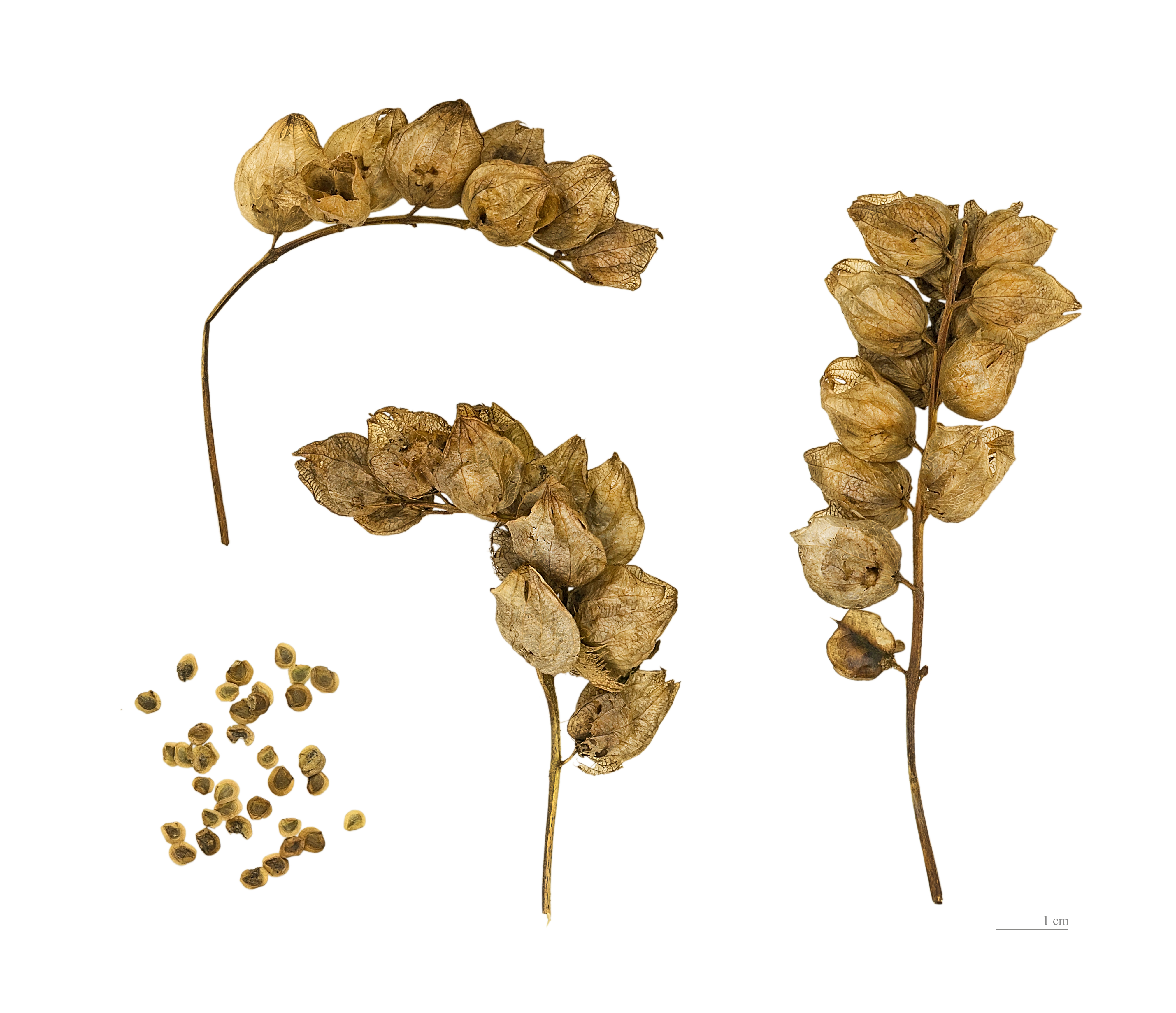
Kapselfrüchte und Samen

### Vegetative Merkmale
Der Kleine Klappertopf wächst als einjährige krautige Pflanze und erreicht Wuchshöhen von bis zu 50 Zentimetern. Der aufrechte, einfache oder verzweigte Stängel ist im Querschnitt vierkantig und ist oftmals schwarz gestreift oder gepunktet.
Die gegenständig an den Stängeln angeordneten Laubblätter sind ungestielt ("sitzend"). Die Blattspreite ist bei einer Länge von 20 bis 30 Millimetern sowie einer Breite von meist 5 bis 8 Millimetern, gelegentlich auch nur bis zu 2 Millimetern eiförmig bis lanzettlich mit beinahe herzförmiger Spreitenbasis und ganzrandigen oder gezähnten Blattrand. Die Laubblätter können behaart oder kahl sein; die Blattoberseite, gelegentlich auch die -unterseite ist schuppig.

### Blütenstand und Blüte
Zwischen der obersten Verzweigung der Sprossachse und den untersten Tragblättern können ein bis sechs Paar eingeschobener Laubblätter stehen, die jedoch auch fehlen können. Es werden endständige, ährenähnliche, traubige Blütenstände gebildet. Über einem laubblattähnlichen Tragblatt sitzt jeweils eine fast ungestielte Blüte. Die Tragblätter sind dreieckig, kahl oder leicht geschuppt und sind länger oder nur leicht kürzer als die Kelchblätter. Der Rand der Tragblätter ist gezähnt, wobei die unteren Zähne deutlich größer sind als die oberen.
Die zwittrigen Blüten sind zygomorph mit doppelter Blütenhülle. Der meist mittelgrüne oder mit einer roten Färbung überzogene Kelch ist abgeflacht und endet in vier Kelchzähnen. Eine Behaarung findet sich entweder nur an den Rändern oder der Kelch ist komplett behaart. Die Krone hat eine Länge von 12 bis 15 Millimetern, selten auch bis zu 17 Millimetern, ist gelb bis bräunlich-gelb gefärbt und zweilippig. Die Unterlippe der Krone ist dreilappig und nach unten gebogen, so dass sie sich von der Oberlippe entfernt. Die Oberlippe ist zusammengedrückt und unterhalb der Spitze mit zwei violett gefärbten, abgerundeten Zähnen besetzt. Die Rückenlinie der Krone ist mehr oder weniger gerade und vereint sich mit der konvex gebogenen oberen Lippe.
Die Staubblätter kommen in zwei verschiedenen Formen vor und setzen an der Kronoberlippe an. Die Staubbeutel sind behaart und nicht stachelspitzig. Die Narbe steht nicht oder nur leicht über die Krone hinaus.

### Frucht und Samen
Die abgeflachten Kapselfrüchte sind kürzer als der Blütenkelch; sie sind in Kammern unterteilt und enthalten nur wenige Samen. Die geflügelten Samen sind bei einer Größe von etwa 4,9 × 3,8 Millimetern mehr oder weniger scheibenförmig, besitzen keine Elaiosomen und wiegen im Mittel 2,84 Milligramm.

### Chromosomensatz
Die Chromosomenzahl beträgt 2n = 22.

### Inhaltsstoffe
Ein wichtiger Pflanzeninhaltsstoff ist das Iridoid-Glycosid Rhinanthin (C29H52O20), das möglicherweise für Weidetiere giftig ist.

## Ökologie

### Lebensweise
Der Kleine Klappertopf ist ein fakultativer Halbparasit, betreibt also selbst Photosynthese und kann auch ohne Wirt überleben, parasitiert aber durch die Bildung von Haustorien an den Wurzeln anderer, benachbarter Pflanzenexemplare. Dabei werden über 50 Pflanzenarten aus mindestens 18 Familien befallen, wovon der größte Teil Süßgräser (Poaceae) mit etwa 30 Prozent und Hülsenfrüchtler (Fabaceae) mit etwa 22 Prozent sind. Gelegentlich ist zu beobachten, dass auch andere Exemplare der eigenen Art vom Kleinen Klappertopf parasitiert werden. Selten bildet eine Pflanze auch ein Haustorium an einer eigenen Wurzel. Untersuchungen an einem Standort in Ost-England ergaben, dass durchschnittlich vier verschiedene Pflanzenarten von nur einem Pflanzenexemplar des Kleinen Klappertopfs parasitiert wurden, während einige Pflanzen mindestens an sieben anderen Arten parasitierten.
Die Bildung eines Haustoriums beginnt zunächst damit, dass die Wurzel des Wirtes umschlossen wird. Dann wird dessen äußere Rinde von einem Zapfen zerstoßen, der in die Leitbündel des Wirtes eindringt. Die Verbindung zwischen dem Xylem des Wirtes und dem Zapfen wird durch ein vom Kleinen Klappertopf gebildetes sekundäres Xylem hergestellt. Dieses Xylem ist zentral im Haustorium angeordnet und wird durch den sogenannten Hyalinkörper umrundet. Diese Hyalinkörper sind reich an Nuklein. Es wird vermutet, dass sie für die Verarbeitung der im Xylemsaft gelösten Stoffe verantwortlich sind. Der Transport des Xylemsaftes vom Wirt zum Parasiten erfolgt durch den Ausgleich eines Druckunterschiedes, der durch eine erhöhte Wasserverdunstung an den besonders großen Spaltöffnungen des Kleinen Klappertopf entsteht.
Einige Wirtspflanzen reagieren mit Abwehrmechanismen gegen die eindringenden Haustorien. So bildet beispielsweise die Magerwiesen-Margerite (Leucanthemum vulgare) einen verholzenden Bereich um den eindringenden Zapfen, während der Spitzwegerich (Plantago lanceolata) mit einem Absterben der Zellen um den eindringenden Zapfen reagiert und so ebenfalls eine räumliche Trennung zwischen beiden Arten herstellt. Mit beiden Methoden wird verhindert, dass der Kleine Klappertopf eine Verbindung mit dem Leitgefäßsystem der anderen Art aufbauen kann. Bei den Süßgräsern und Hülsenfrüchtlern ist solch ein Mechanismus nicht oder kaum ausgeprägt, so dass der Befall hier für den Kleinen Klappertopf effektiver ist. Dies ist vor allem an der Steigerung der produzierten Biomasse erkennbar: Oftmals wird das Wachstum des Wirtes deutlich geschwächt. Beim Befall einiger krautiger Pflanzen, die oben beschriebene Abwehrmechanismen entwickelt haben, kann die Biomasse des Kleinen Klappertopf sogar geringer sein als bei Pflanzen, die keinen Wirt finden.
Nach einer Stratifikation im Winter keimen die Samen meist zeitgleich mit den Wirtspflanzen im Februar und März. Die Samen keimen epigäisch. Durch die Verlängerung der Keimachse wird die Samenhülle über die Keimblätter geschoben und abgeworfen, sobald sich die Keimblätter vergrößern. Die Keimwurzel wird bald von sich seitlich befindenden Wurzeln ersetzt. Ab dem frühen Mai beginnt die Blütezeit und reicht meist bis in den Juli oder August, gelegentlich auch bis in den September hinein. Ab Juni beginnt die Ausbildung von Früchten. Nach der Samenreife verbleiben die Samen für einige Wochen in den aufgesprungenen Kapselfrüchten.
Als fakultativer Halbparasit, kann der Kleine Klappertopf die benötigten Nährstoffe teilweise von anderen Pflanzenarten erhalten. Er bildet deswegen nur in begrenztem Umfang Wurzeln aus, da er oftmals vom Wurzelsystem der Wirtspflanzen profitiert. Die Größe der dazu notwendigen Saugorgane (Haustorien) ist abhängig von der Wirtsart und liegt meist bei etwa einem Millimeter. Haustorien, die an den Wurzeln des Gewöhnlichen Rot-Schwingels (Festuca rubra) gebildet werden, sind oft deutlich kleiner, wogegen solche am Gewöhnlichen Hornklee (Lotus corniculatus) sogar größer als 2 Millimeter werden können.
Die Wuchsform einzelner Klappertopfindividuen ist unter anderem davon abhängig, ob und an welchem Wirt sie parasitieren. Nichtparasitierende Individuen sind oftmals nur 5 bis 7,5 Zentimeter groß und verzweigen nicht, die Gesamtblattfläche reicht meist von 400 bis 910 Quadratmillimeter. Parasitiert der Kleine Klappertopf beispielsweise an Gerste (Hordeum vulgare), erreicht sie eine Höhe von bis zu 21 Zentimetern und eine Gesamtblattfläche von 4400 bis 5150 Quadratmillimetern. Klappertöpfe, die an Hügel-Klee (Trifolium alpestre) parasitieren, weisen im Vergleich zu den an Gerste wachsenden Individuen größere Blätter auf, die deutlich weniger spröde werden.

### Bestäubung
Die Blüten des Kleinen Klappertopfes werden von verschiedenen Hautflüglern (Hymenoptera) besucht, darunter mehrere Arten Hummeln (Bombus) und Honigbienen (Apis). Dabei gibt es unterschiedliche Methoden, mit denen die Blüten angeflogen werden. Beispielsweise die Gartenhummel (Bombus hortorum) und die Grashummel (Bombus ruderarius) landen auf der Unterlippe der Blütenkrone und gelangen mit dem Kopf nach oben an den Nektar. Im Gegensatz dazu landen die Hellgelbe Erdhummel (Bombus lucorum), die Wiesenhummel (Bombus pratorum) und die Steinhummel (Bombus lapidarius) auf der Kronoberlippe und gelangen kopfüber an den Nektar. Es wird angenommen, dass durch letztere eine Selbstbefruchtung der Blüten gefördert wird, während durch erstere eine Kreuzbestäubung wahrscheinlicher wird. Die Hellgelbe Erdhummel tritt auch als Nektardieb auf, indem sie ein Loch in die Krone beißt, um direkt an den Nektar zu gelangen. Diese Löcher werden auch von der Wiesenhummel und der Steinhummel genutzt, die damit als sekundäre Nektardiebe auftreten.

### Ausbreitung
Durch Wind oder Tiere werden die Samen nach und nach aus den Früchten ausgestreut.

### Fraßfeinde und Schädlinge
Wie alle Arten der Gattung Rhinanthus wird der Kleine Klappertopf meist von Weidetieren gemieden, jedoch wurden auch Kühe beobachtet, die die Pflanze fraßen. Verschiedene Schmetterlingsarten sind mit dem Kleinen Klappertopf assoziiert. Die Blüten, Samen und Sprossachsen des Kleinen Klappertopf werden beispielsweise von den Raupen der Wickler-Art Phalonidia permixtana gefressen, andere Wickler wie Falseuncaria ruficiliana und Endothenia marginana fressen die Samen der Pflanzen, die Raupen von Falseuncaria ruficiliana überwintern in den Samenkapseln. Die Raupen der Zünsler-Art Opsibotys fuscalis fressen Blüten und Samenkapseln, unter den Spannern fressen Eupithecia subumbrata und Perizoma albulata an den Pflanzen. Gelegentlich werden die Pflanzen auch von Minierfliegen (Agromyzidae) oder Röhrenblattläusen (Aphididae) befallen.
Verschiedene Kleinpilze befallen den Kleinen Klappertopf, darunter  Plasmopara densa, Sphaerotheca fusca Syn.: Sphaerotheca fuliginea, Coleosporium euphrasiae, Coleosporium tussilaginis, Coleosporium rhinanthacearum, Phoma complanata, Phoma deusta, Ephelina lugubris, Heteropatella umbilicata, Sarcopodium circinatum, Doassansia rhinanthi und Leptosphaeria affinis.

## Vorkommen

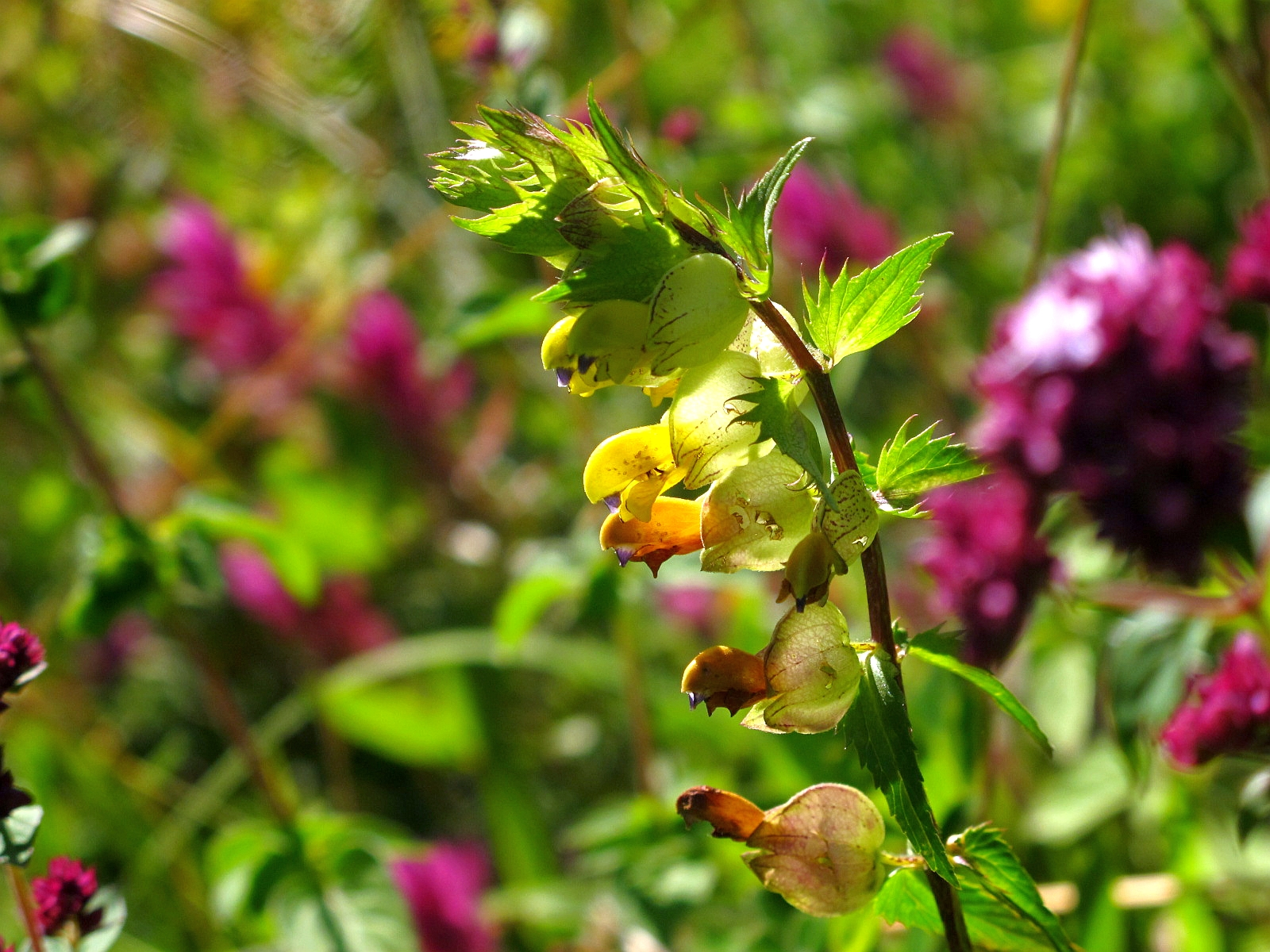
Kleiner Klappertopf auf einem Halbtrockenrasen

Rhinanthus minor ist auf der Nordhalbkugel vor allem in Eurasien und Nordamerika verbreitet. Der Kleine Klappertopf kommt in ganz Europa inklusive der britischen Inseln vor, ist jedoch im Mittelmeerraum selten. Im isländischen Flachland gilt Rhinanthus minor als häufig, im Inneren der Insel wurde diese Art jedoch nur einmal gefunden. Im nördlichen Schweden ist er ein Neophyt. Die nordamerikanischen Verbreitungsgebiete erstrecken sich von Alaska bis nach Kanada, sowie von Labrador bis nach Neuengland und New York, zudem ist Rhinanthus minor aus den Rocky Mountains und dem nordwestlichen Oregon bekannt. Vorkommen, die in Neuseeland gefunden wurden, sind wahrscheinlich eingeschleppt und zählen nicht zur ursprünglichen Flora.
Der Kleine Klappertopf wächst auf einer Vielzahl von Böden, unter anderem auf Lehm, Sand, Kalk und gelegentlich Torf; an Standorten, deren Boden einen pH-Wert von unter 5,0 aufweist, fehlt diese Art. Ebenso ist der Kleine Klappertopf nicht an sehr trockenen Standorten zu finden, ist aber gelegentlich Bestandteil der Vegetation von Sanddünen, vor allem dort, wo ein hoher Anteil an ausdauernden Pflanzen zu finden ist. Standorte, die im Winter überflutet sind, toleriert der Kleine Klappertopf ebenso wie im Sommer leicht oder stark überflutete Standorte, die im Winter nur schwach überflutet sind.
In Mitteleuropa ist Rhinanthus minor häufig Bestandteil von Kulturwiesen (Molinio-Arrhenatheretea). Besonders in Deutschland ist Rhinanthus minor in allen Feuchtwiesen (Molinietalia) und in gemähten Frischwiesen und Frischweiden (gemähte Arrhenatheretalia) zu finden. Auch in den Borstgrasweiden (Nardetalia) findet sich die Art. Aus dem Norden Schwedens sind Vorkommen aus artenreichen Anthoxanthum odoratum-Wiesen bekannt, es gibt in Schweden jedoch auch Populationen, die an Straßenrändern wachsen.
In den Allgäuer Alpen steigt er auf der Schlappoltalpe in Bayern bis zu einer Höhenlage von 1500 Meter auf.

## Systematik
Die Erstveröffentlichung von Rhinanthus minor erfolgte 1756 durch Carl von Linné.
Der Kleine Klappertopf ist eine stark variable Art, der Habitus ist stark von Faktoren wie dem Standort und den Wirtspflanzen abhängig. Daher ist es schwer, innerhalb der Art verschiedene genau abgegrenzte Unterarten zu definieren. Viele der anerkannten Unterarten wurden zunächst als eigenständige Arten erstbeschrieben.
Manche Autoren erkennen keine Subtaxa an. Synonyme für Rhinanthus minor L. sind: Alectorolophus crista-galli (L.) M.Bieb., Rhinanthus crista-galli L. var. crista-galli, Alectorolophus borealis Sterneck, Alectorolophus drummond-hayi (F.B.White) Sterneck, Alectorolophus minor (L.) Wimm. & Grab., Alectorolophus monticola Sterneck, Alectorolophus parviflorus Wallr., Alectorolophus rusticulus (Chabert) Sterneck, Alectorolophus stenophyllus (Schur) Sterneck, Rhinanthus balticus U.Schneid., Rhinanthus borealis (Sterneck) Druce, Rhinanthus hercynicus O.Schwarz, Rhinanthus nigricans Meinsh., Rhinanthus rusticulus (Chabert) Druce, Rhinanthus stenophyllus (Schur) Druce, Rhinanthus minor L. subsp. minor, Rhinanthus minor subsp. balticus U.Schneid., Rhinanthus minor subsp. elatior (Schur) O.Schwarz, Rhinanthus minor subsp. hercynicus O.Schwarz, Rhinanthus minor subsp. monticola (Sterneck) O.Schwarz, Rhinanthus minor subsp. rusticulus (Chabert) O.Schwarz, Rhinanthus minor subsp. stenophyllus (Schur) O.Schwarz, Rhinanthus crista-galli var. drummond-hayi F.B.White, Rhinanthus minor L. var. minor, Rhinanthus minor var. balticus (U.Schneid.) Hartl, Rhinanthus minor var. elatior Schur nom. illeg., Rhinanthus minor var. hercynicus (O.Schwarz) Hartl, Rhinanthus minor var. rusticulus Chabert, Rhinanthus minor var. stenophyllus Schur.
Für Deutschland sind etwa sieben Unterarten beschrieben: Rhinanthus minor subsp. balticus (U.Schneid.) U.Schneid., Rhinanthus minor subsp. elatior O.Schwarz, Rhinanthus minor subsp. hercynicus O.Schwarz, Rhinanthus minor L. subsp. minor, Rhinanthus minor subsp. monticola (Lamotte) O.Schwarz, Rhinanthus minor subsp. rusticulus (Chabert) O.Schwarz, Rhinanthus minor subsp. stenophyllus O.Schwarz. Für Großbritannien sind Rhinanthus minor subsp. minor,  Rhinanthus minor subsp. stenophyllus O.Schwarz, Rhinanthus minor subsp. monticola (Lamotte) O.Schwarz, Rhinanthus minor subsp. calcareus, Rhinanthus minor subsp. borealis (Sterneck) Á.Löve  und Rhinanthus minor subsp. lintonii  beschrieben.

## Verwendung
Der Kleine Klappertopf ist für seine medizinische Wirksamkeit bekannt, unter anderem kann er zur Linderung der Symptome von Asthma und trockenem Husten eingesetzt werden, ebenso zur Lösung von Katarrh und als Spülung bei verschiedenen Augenbeschwerden.